# Nicolas Thély
 (mars 2018).
Si vous disposez d'ouvrages ou d'articles de référence ou si vous connaissez des sites web de qualité traitant du thème abordé ici, merci de compléter l'article en donnant les références utiles à sa vérifiabilité et en les liant à la section « Notes et références ».
Nicolas Thély, né le 7 mai 1973 à Clermont-Ferrand, est un universitaire, un théoricien et un critique d'art français.
Il est professeur en arts, esthétique et humanités numériques à l'université Rennes 2. 
Il été directeur de la Maison des Sciences de l'Homme en Bretagne de 2016 à 2024, et membre du directoire du Réseau national des maisons des sciences de l'homme de 2019 à 2024.

## Études
Nicolas Thély a étudié la philosophie à l'université Blaise Pascal (Clermont-Ferrand). Il a suivi les enseignements de Alain Roger et de Denis Kambouchner. Il est titulaire d'un doctorat en arts et sciences de l'art de l'université Paris 1 Panthéon Sorbonne. Anne-Marie Duguet a dirigé ses recherches portant sur l'image sous le régime de la surveillance.

## Critique d'art
Nicolas Thély a eu une activité régulière de critique d'art au sein des rédaction du Monde (1997-1998), des Inrockuptibles (1998-2002), du Journal des Arts (2002-2003) et de Aden, le supplément culturel du Monde (2003-2004).

## Théories
Ses recherches s'inscrivent dans le champ de l'esthétique. Elles concernent la place du numérique dans la création artistique contemporaine et dans les pratiques amateurs.

### Web-intimité
Théorisé en 2001, la web-intimité est un concept qui permet de définir une nouvelle dimension de l'intime depuis l'avènement des webcams et des pages personnelles. La web-intimité se caractérise par des activités autoscopiques, appareillées et diffuses,.
Elle désigne « une relation paradoxale aux autres : d'un côté des internautes s'adressent à d'autres internautes sans vraiment les connaître en mettant à disposition des informations les concernant ; d'un autre côté, celles et ceux qui consultent ces informations (photos, textes, vidéos) deviennent dépositaires d'expériences. » La web-intimité désigne un monde où l'espace domestique n'est plus strictement privé car les autres sont présents par le truchement des technologies numériques (webcam, chat),.

### Basse définition
Théorisé en 2007, la basse définition est un concept qui désigne un régime de perception et de fabrication des données qui sont permises par la manipulation des appareils plus ou moins sophistiqués, plus ou moins domestiques, appartenant au domaine des biens d'équipements audiovisuels et informatiques. La basse définition concerne les pratiques créatives de la Génération Y (blog, lip sync, gif animé) et les esthétiques associées à l'amateurisme numérique.
Basse définition ne désigne pas une tendance artistique précise ou un groupe d'artistes spécifiques , c'est un concept qui concerne toutefois les pratiques de Paul Devautour, Serge Comte, Delphine Coindet, Clôde Coulpier, Fabrice Croux, Camille Laurelli, Séverine Gorlier, Fanette Muxart, et les pratiques héritées du net.art.

## Publications
- Hyper Geography, Joe Hamilton, Nicolas Thély, Jean Boîte éditions, Paris, 2014. (bilingue Français / Anglais).
- THATCamp Saint-Malo 2013 (non actes de la non conférence), dir. avec Alexandre Serres et Olivier Le Deuff, éditions de la Maison des sciences de l'homme, Paris, 2014.
- Search terms : Basse déf. (dir.), éditions B42, Paris, 2012.
- Le Tournant numérique de l'esthétique, collection Art, pensée & Cie, Publie.net, Paris, 2011.
- La Culture distribuée, dir. avec Hélène Sirven, Sceren-Cndp, Paris, 2010.
- Pierrick Sorin : Nantes projets d’artistes, Sceren-Cndp, Paris, 2009.
- Mes favoris, éditions Mix, Paris, 2008.
- Basse def, partage de données, avec Stéphane Sauzedde, Les Presses du Réel, Dijon, 2007.
- Manuel d’esthétique, avec Christophe Beauregard et Vladimir Mitz, Éditions Filigranes, Paris, 2005.
- Corps, art vidéo et numérique, Sceren-Cndp, Paris, 2007
- Vu la webcam (essai sur la web-intimité), Les Presses du Réel, Dijon, 2002.